# Luke Travers
Luke Jacob Travers, né le 3 septembre 2001 à Perth en Australie, est un joueur australien de basket-ball évoluant au poste d'ailier. Il mesure 2,00 m.

## Biographie

### Carrière professionnelle
Lors de la draft 2022, il est choisi en 56e position par les Cavaliers de Cleveland. Il reste toutefois jouer en Australie avec les Perth Wildcats.

## Palmarès
- Champion NBL (2020)
- Vainqueur de la Coupe NBL (en) (2021)
- SBL Most Improved Player (2019)